# Ларс-Крістер Ольссон
Ларс-Крістер Ольссон (швед. Lars-Christer Olsson; *6 лютого 1950, Ловестад, Швеція) — шведський футбольний функціонер.
Наступник німця Гергарда Айгнера. Займав посаду виконавчого директора з 2004 року по 2007 рік.